# Biais de Tchebychev
En mathématiques, et plus particulièrement en théorie des nombres, le biais de Tchebychev est la remarque selon laquelle, la plupart du temps, il y a plus de nombres premiers de la forme 4k + 3 que de la forme 4k + 1. Ce phénomène fut remarqué pour la première fois par Pafnouti Tchebychev en 1853, mais il n'en existe pas encore de démonstration rigoureuse.

## Description précise
Soit π(x; 4, 1) (respectivement π(x; 4, 3)) le nombre de nombres premiers de la forme 4k + 1 (respectivement 4k + 3) inférieurs à x. D'après la version quantitative du théorème de la progression arithmétique, on a
{\displaystyle \pi (x;4,1)\sim \pi (x;4,3)\sim {\frac {1}{2}}{\frac {x}{\log x}},}
c'est-à-dire que la densité asymptotique des nombres premiers de la forme 4k + 1 dans l'ensemble de tous les nombres premiers est 1/2. On pourrait penser que l'ensemble des x pour lesquels π(x; 4, 1) > π(x; 4, 3) est lui aussi de densité asymptotique 1/2, mais en fait le cas π(x; 4, 3) ≥ π(x; 4, 1) est beaucoup plus fréquent ; par exemple, dans l'ensemble des x premiers  < 26833, l'inégalité (large) est toujours vraie, et on n'a l'égalité que pour x = 5, 17, 41 et 461 (suite A007351 de l'OEIS) ; 26 861 est le plus petit nombre premier x pour lequel π(x; 4, 1) > π(x; 4, 3) — ce qui fut observé par John Leech en 1957 — et le suivant est 616 841.

## Généralisations
Plus généralement, si 0 < a, b < q sont des entiers premiers avec q, si a est un carré modulo p et si b n'est pas un carré modulo p, on a π(x; q, b) > π(x; q, a) plus souvent que l'inégalité opposée (autrement dit, ces x sont de densité asymptotique > 1/2) ; ce résultat n'a été démontré qu'en admettant l'hypothèse de Riemann généralisée. Knapowski et Turán avaient conjecturé que la densité des x pour lesquels π(x; 4, 3) > π(x; 4, 1) était égale à 1, mais (toujours sous l'hypothèse de Riemann généralisée), il est possible de montrer que cet ensemble a une densité logarithmique approximativement égale à 0,9959.

Le résultat revient, pour k = −4 à déterminer le plus petit p premier tel que {\displaystyle \sum _{q\leq p,\ q\ {\text{est premier}}}\left({\frac {k}{q}}\right)>0} (où {\displaystyle \left({\frac {m}{n}}\right)} est le symbole de Kronecker) ; pour un entier donné k (non nul), on peut se demander quel est le plus petit p vérifiant cette condition 
La suite de ces p pour  k = 1, 2, 3, ...est
2, 11100143, 61981, 3, 2082927221, 5, 2, 11100143, 2, 3, 577, 61463, 2083, 11, 2, 3, 2, 11100121, 5, 2082927199, 1217, 3, 2, 5, 2, 17, 61981, 3, 719, 7, 2, 11100143, 2, 3, 23, 5, 11, 31, 2, 3, 2, 13, 17, 7, 2082927199, 3, 2, 61463, 2, 11100121, 7, 3, 17, 5, 2, 11, 2, 3, 31, 7, 5, 41, 2, 3, ... (suite A003658 de l'OEIS)
Pour les entiers négatifs k = −1, −2, −3, ..., la suite des  p est
2, 3, 608981813029, 26861, 7, 5, 2, 3, 2, 11, 5, 608981813017, 19, 3, 2, 26861, 2, 643, 11, 3, 11, 31, 2, 5, 2, 3, 608981813029, 48731, 5, 13, 2, 3, 2, 7, 11, 5, 199, 3, 2, 11, 2, 29, 53, 3, 109, 41, 2, 608981813017, 2, 3, 13, 17, 23, 5, 2, 3, 2, 1019, 5, 263, 11, 3, 2, 26861, ... (suite A003657 de l'OEIS)
Dans tous les  cas, si |k| n'est pas un carré, il y a plus de p tels que {\displaystyle \left({\frac {k}{p}}\right)=-1} que de p tels que {\displaystyle \left({\frac {k}{p}}\right)=1} si l'hypothèse de Riemann généralisée est vraie[réf. souhaitée].